# Volčje (gmina Bloke)
Volčje – wieś w Słowenii, w gminie Bloke. W 2018 roku liczyła 43 mieszkańców.